# Lygropia phaeoxantha
Lygropia phaeoxantha là một loài bướm đêm trong họ Crambidae.